# نيشان بيوس التاسع
نيشان بيوس التاسع (بالإيطالية: Ordine di Pio IX) ويسمى أيضا نيشان بيوس (الإيطالية: Ordine Piano، pronounced [piˈaːno]) هو حاليًا رتبة بابوية من رتب الفارس ويمنحه الكرسي الرسولي. أسسه في الأصل البابا بيوس الرابع في عام 1560. منذ نوفمبر 1993، جرى منحه للنساء.

## تاريخ النيشان

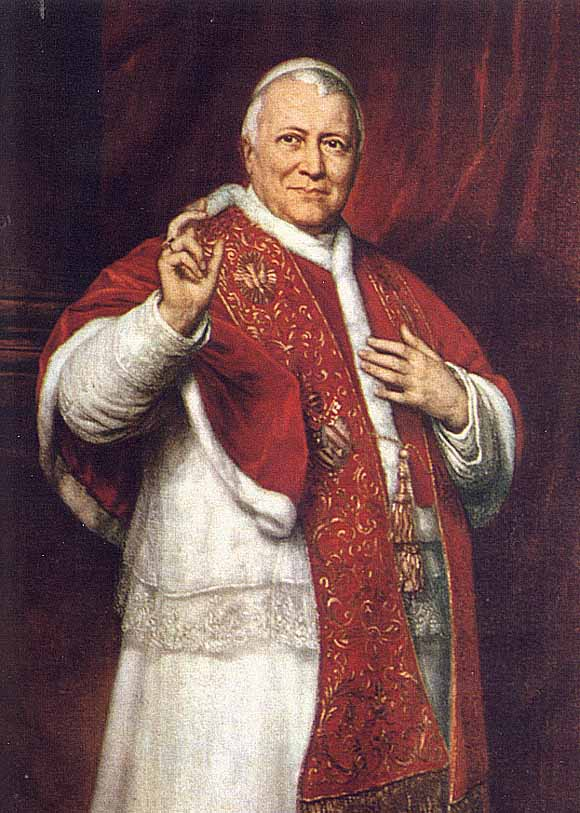
البابا بيوس التاسع، الذي أعاد تأسيس النيشان.

تأسس نيشان بيوس التاسع في 17 يونيو 1847 على يد البابا بيوس التاسع بمرسوم «رومانيس بونيفيكيبوس» لإحياء الذكرى السنوية الأولى لتوليه الحكم، ووضع نفسه على أنه استمرار لـ«كافاليري بي» القديمة أي «فرسان التقوى» التي أسسها البابا بيوس الرابع مع المرسوم الباباوي «بي باتريس أمبليسيمي» في مارس 1559. شكل هؤلاء الفرسان النبلاء المحكمة العلمانية للحبر الروماني، وتم وصفهم بالمشاركين لأنهم «شاركوا» في حياة الحبر الأعظم، وكانوا له مرافقين وغالبًا ما كانوا يقيمون في القصر الرسولي؛ فغالبًا ما كانوا يتشاركون المائدة مع الحبر الأعظم ويرافقونه كأنهم عباءة ونوادل مستلون بالسيف. في الأساس، كانوا ذراع الفروسية للعائلة البابوية.
مع الفترة القصيرة اللاحقة «كوم أومينوم مينتس» في 17 يونيو 1849، تم تأكيد الامتياز القديم الذي من خلاله منحت العضوية لنيل نيشان بيوس للنبلاء، وبالتالي يضبح حامل النيشان العلي الوحيد للكرسي الرسولي المقدس. بمرسوم آخر بتاريخ 11 نوفمبر 1856، قسّم الحبر الروماني بنفسه النيشان إلى ثلاث فئات: فرسان الصليب الأكبر والقادة والفرسان، لكن الامتياز النبيل استمر في كونه كذلك لأول فئتين (بنبل وراثي. لذلك يمكن نقله) والقادة (مع النبل الشخصي)، بينما بالنسبة للفئة الثالثة، فئة الفرسان، لم يتم ذكر النبلاء في الرسالة الرسولية.
مع إصلاح واستعادة أوامر الفروسية البابوية التي جرت في ظل البابا بيوس العاشر، تم وفق المرسوم «مولتوم أد إكسيتاندوس» في 7 فبراير 1905، إنشاء فئة جديدة في النيشان، وهي رتبة القائد صاحب اللوحة.
ثم تم إصلاح أمر الخطة مرة أخرى عن طريق البابا بيوس بيو، مع ثور 11 نوفمبر 1939 الذي قمع النبلاء لأولئك الذين ينتمون إلى المؤسسة المذكورة أعلاه. على المستوى التاريخي، تم عقد وسام الفروسية للصليب الكبير للبيانو، كعنوان للكرسي الرسولي حصريا للطبقة النبيلة، من إعادة تأسيس بيوس الأول علاء إلى التجريد الذي يريده بيوس العاشر غريغوري غريغوريو لقب الرتبة والنبلاء (مخصص فقط لأفراد العائلات ذات المكانة النبيلة) للكرسي الرسولي من القرن السادس إلى عام 1841.
ثم أعاد البابا بيوس الثاني عشر إصلاح نيشان بيوس مرة أخرى، مع إصدار المرسوم الصادر في 11 نوفمبر 1939 والذي قمع طبقة النبلاء. من وجهة النظر التاريخية، إن لقب فارس الصليب الأكبر، باعتباره لقبًا حصريًا من الكرسي الرسولي للطبقة النبيلة، جرت إعادة تأسيسه من بيوس التاسع قبل إصلاح غريغوري السادس عشر، والذي هم لقب الرتبة والتكريم للكرسي الرسولي من القرن السادس عشر إلى عام 1841.

## التنظيم الحالي

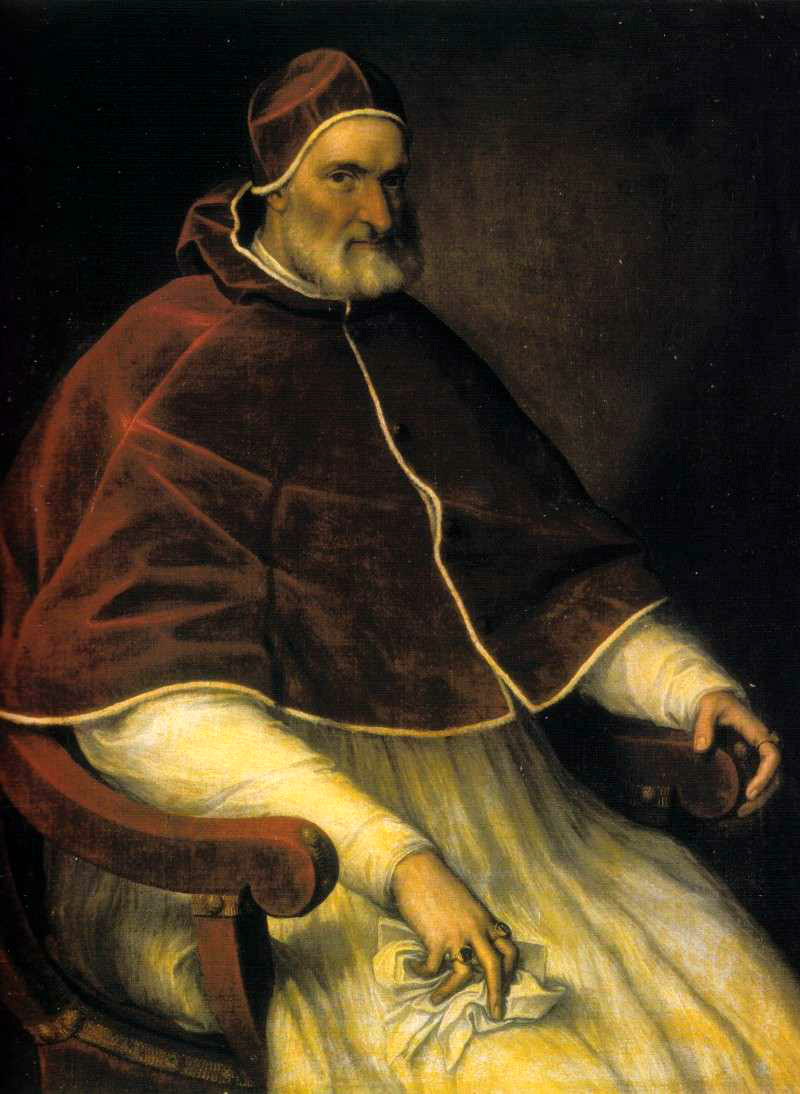
أسس البابا بيوس الرابع نيشان بيوس لأول مرة عام 1560.

بعد النيشان المسيحي الأعلى والقلادة الذهبية، أصبح نيشان بيوس التاسع اليوم من أعرق أوسمة الفروسية البابوي التي يُمنح بانتظام أيضًا للعلمانيين.
يُمنح النيشان الأولوية في الاحتفالات على وسام القديس غريغوريوس الكبير ووسام البابا سان سيلفسترو، وكذلك وسام الفروسية للقبر المقدس في القدس وفرسان مالطة. يُمنح النيشان لرؤساء الدول الذين يزورون الكرسي الرسولي ورؤساء الحكومات والوزراء والسلك الدبلوماسي بعد فترة مكوثهم في روما.
يُمنح لقب الفارس بشكل أقل، وتذهب المساهمات إلى المؤمنين الكاثوليك ذوي المكانة المتميزة، وينتمون دائمًا تقريبًا إلى العائلات النبيلة الأوروبية القديمة، بعد خدماتهم رفيعة المستوى يتم تقديمها إلى الكرسي الرسولي أو مباشرة إلى شخص الحبر الأعظم.
ويُمنح بعد إخطار من أسقف الأبرشية، أو في كثير من الأحيان، من البابا بنفسه. لا يمكن التقديم للحصول على النيشان، لأن الإبلاغ عمل داخلي للفاتيكان. بل إن التقديم للحصول على النيشان سبب استبعاد لأي شرف بابوي.
جميع التكريمات، باعتبارها وسام شرف من الدولة من الدرجة الأولى وفقًا للكتيبات الدبلوماسية الدولية، يتم وضعها في الشكل الرسمي للموجز البابوي، على المخطوطات، مع ختم الكرسي الرسولي، والمفاتيح المنقوشة والتاج، وتوقيع وزير الخار جية.

## شرف المنح
أما بالنسبة لنيشانات الفروسية البابوية الأخرى، فإن لبس الزي الرسمي يمنح الفارس امتياز مرافقة الأسقف إلى مدخل ومخرج الكاتدرائية، والجلوس على يمين المذبح، ووضع السيف على الأرض وحفظ الفلوكة. حتى أثناء الاحتفالات، يكون للفارس الحاصل على النيشان، بعد وسام الفروسية في كنيسة القيامة في القدس، الأسبقية على الفرسان البابويين الآخرين لسان غريغوريو وسان سيلفسترو، وكذلك على فرسان مالطة. كما أنه يعطي الحق في الحصول على لقب النبيل، في الأسبقية والتغلب على جميع الناس العاديين الآخرين في القصور الرسولية والمباني الدينية، وكذلك الحق في التكريم العسكري من قبل الحرس السويسري ودرك الفاتيكان.
يمكن للمتلقي تعليق شارة الأمر على ذرع عائلته. إذا لم يكن نبيل الميلاد (مزدادا من عائلة نبيلة) أو لم يكن لديه شعار النبالة، فإن الحصول على رتبة فارس في نيشان بيوس يمنح المتلقي الحق في إنشاء شعار نبالة.
بموجب المعاهدات الثنائية لعام 1929 والتي تم تجديدها في عام 1984، تم الاعتراف بالنيشان من قبل الجمهورية الإيطالية بكل امتيازاته وبروتوكولاته ومعاملاته الدبلوماسية.

## الزي الرسمي
- الفارس والسيدة ذوي الياقات (Cavaliere e Dama di Collare): يرتدون طوقًا ذهبيًا يوضع على الكتفين ويمتد على الصدر، به لوحة عليها شارة النيشان. يُمنح لرؤساء الدول الذين يزورون الكرسي الرسولي.
- فارس وسيدة الصليب الأعظم (Cavaliere e Dama di Gran Croce): يرتدون وشاحًا أزرق، مع شريطين عموديين بلون أحمر، يمتد من الكتف الأيمن إلى أسفل الخصر ويعلق عليه الصليب مع شارة النيشان؛ يرتدون على الصدر شارة كبيرة مرصعة بالماس. تُمنح عادةً للسفراء المعتمدين لدى الكرسي الرسولي.
- قائد وسيدة قائدة مع اللوحة (Commendatore e Dama di Commenda con Placca): يرتدون بالإضافة إلى النجمة، لوحة على الصدر. يُمنح للسفراء والوزراء المفوضين المتمركزين في روما.
- قائد وقائدة (Commendatore e Dama di Commenda): يرتدون النيشان معلقا من شريط حول الرقبة. وهو مخصصة للمسؤولين الدبلوماسيين رفيعي المستوى.
- الفرسان والسيدات (Cavalieri e Dame): يرتدون الميدالية على صدرهم. يمنح لمن خدم الكرسي الرسولي وكانوا استثنائيين وذوو جدارة، ويُمنح كذلك لمن ولدوا من عائلة نبيلة لكن لم تكن لديهم إسهامات كثيرة.

|             |                    |              |      |      |
| فارس بالطوق | فارس الصليب الأعظم | قائد مع لوحة | قائد | فارس |

## الشارة

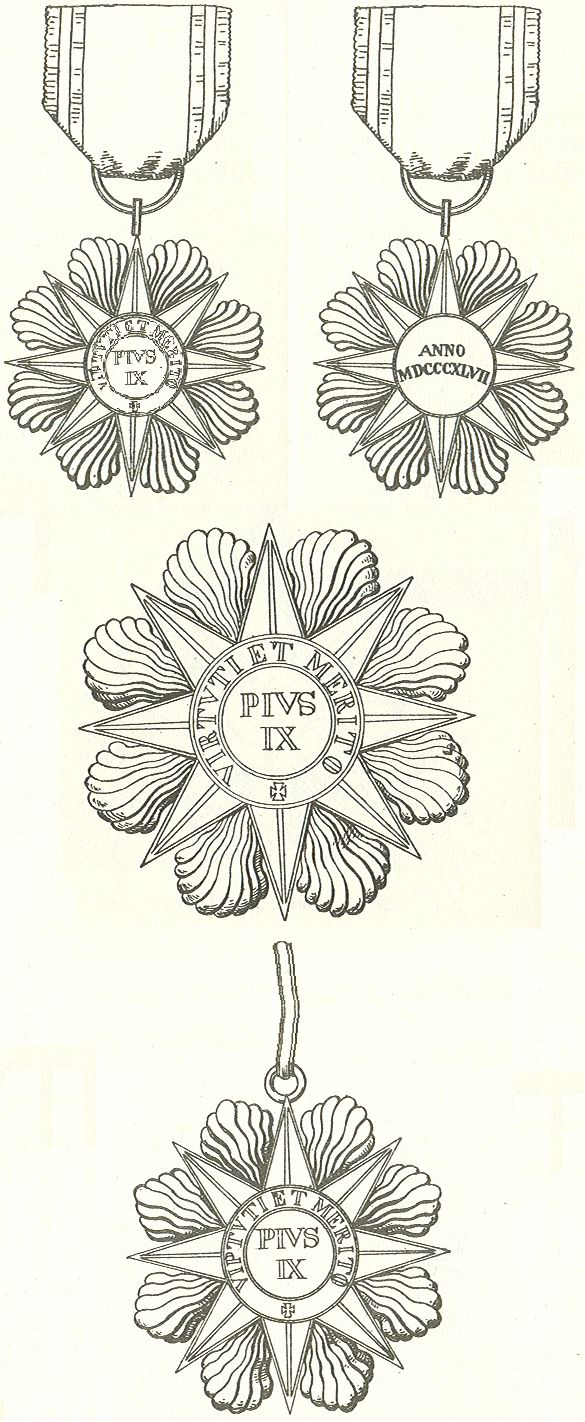
1893 رسم فني للميدالية.

تتكون الميدالية من نجمة ذهبية ذات ثمانية رؤوس مطلية باللون الأزرق، وخلفها لهيب ذهبي. على الرصيعة المركزية، المطلية باللون الأبيض، يكتب اسم المؤسس محاطًا بشعار Virtuti et Merito («الفضيلة والجدارة»). تُظهر الواجهة تاريخ تأسيس النظام العام 1847. الشريط أزرق غامق مع شريطين أحمر عند الحواف.
- تتكون اللوحة من نجمة ذهبية ذات ثمانية رؤوس مطلية باللون الأزرق، وفي الجزء الأوسط ألسنة اللهب. يتم ارتداؤها على الجانب الأيسر من الصدر.
- الشريط أزرق مع خطين أحمر على كل جانب.
- يتكون الزي التاريخي من لباس موحد أزرق اللون مزخرف بالذهب وسروال أبيض وفلوكة سوداء مع ريش أبيض للقبعة. الزي الحالي من القماش الأزرق الداكن مع قفاز يد من الساتان الأحمر، وياقة وطية صدر للسترة، مصنوعة بدقة من الذهب. وهو مرفوق بحزام ذهبي وقفازات بيضاء وفلوكة سوداء مع ضفائر ذهبية مغموسة باللون الأبيض. يوصى بارتداء الزي الرسمي في جميع الاحتفالات البابوية، وفي حضور الحبر الأعظم، أثناء القداس والاحتفالات والمواكب.

## الحاصلون على النيشان

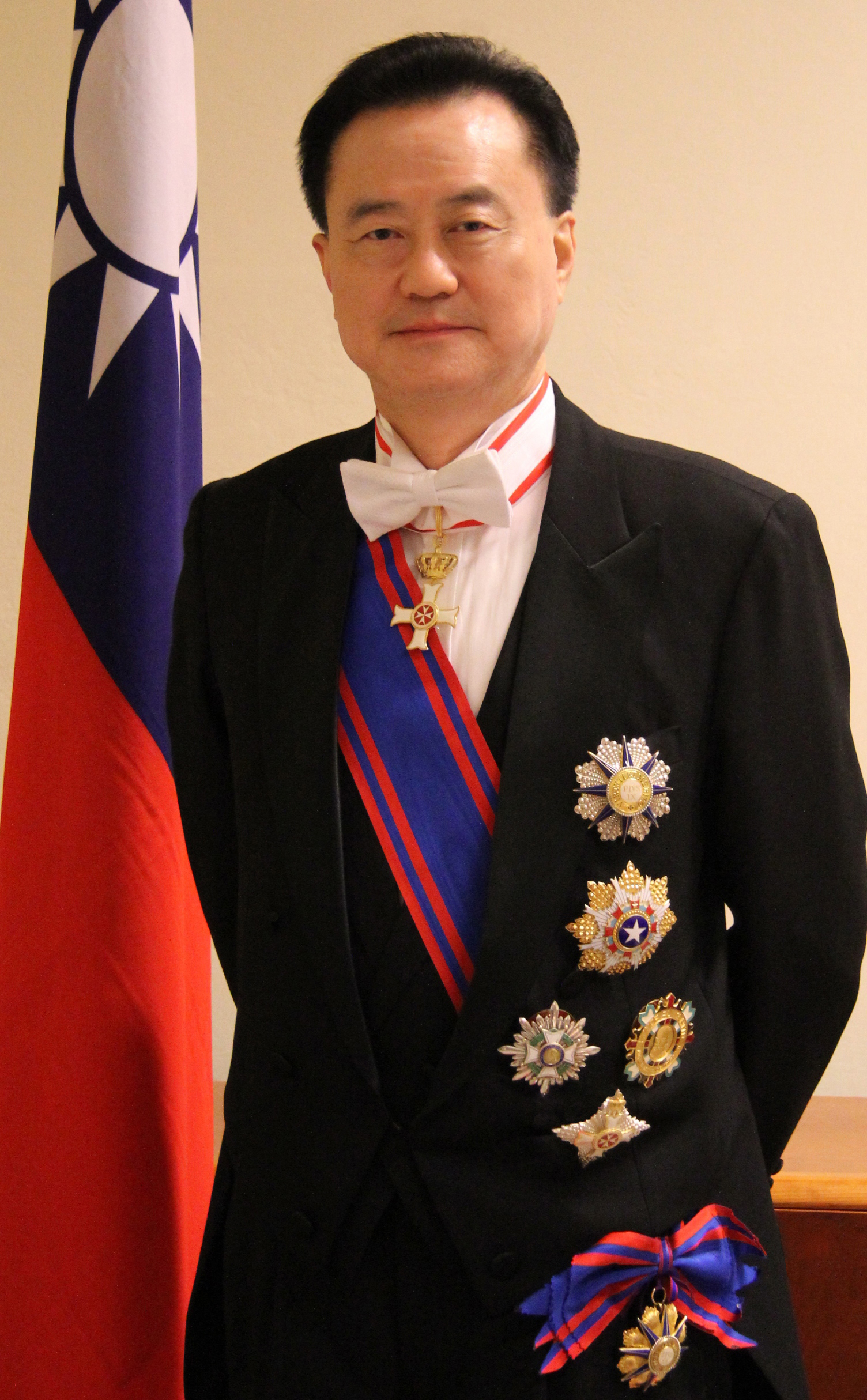
سفير جمهورية الصين لدى الكرسي الرسولي، لاري وانغ، مرتديًا الوشاح والصليب الكبير ونيشان بيوس التاسع.

مُنِح نيشان بيوس التاسع في الماضي لمؤيدي الفاشية (بينيتو موسوليني، وجالياتسو سيانو)، ولشخصيات غير كاثوليكية مثل إمبراطور إثيوبيا هيلا سيلاسي الأول ولرؤساء وزراء مملكة الصقليتين (جيوستينو فورتوناتو، وسيرا كابريولا). في السنوات الأخيرة تم منحه لجميع رؤساء الجمهورية الإيطالية (فرانشيسكو كوسيغا، وأوسكار لويجي سكالفارو، وكارلو أزيجليو سيامبي، وجورجيو نابوليتانو، وسيرجيو ماتاريلا) وضباط الحرس السويسري. فيما يلي بعض أسماء من حصلوا على نيشان بيوس التاسع:

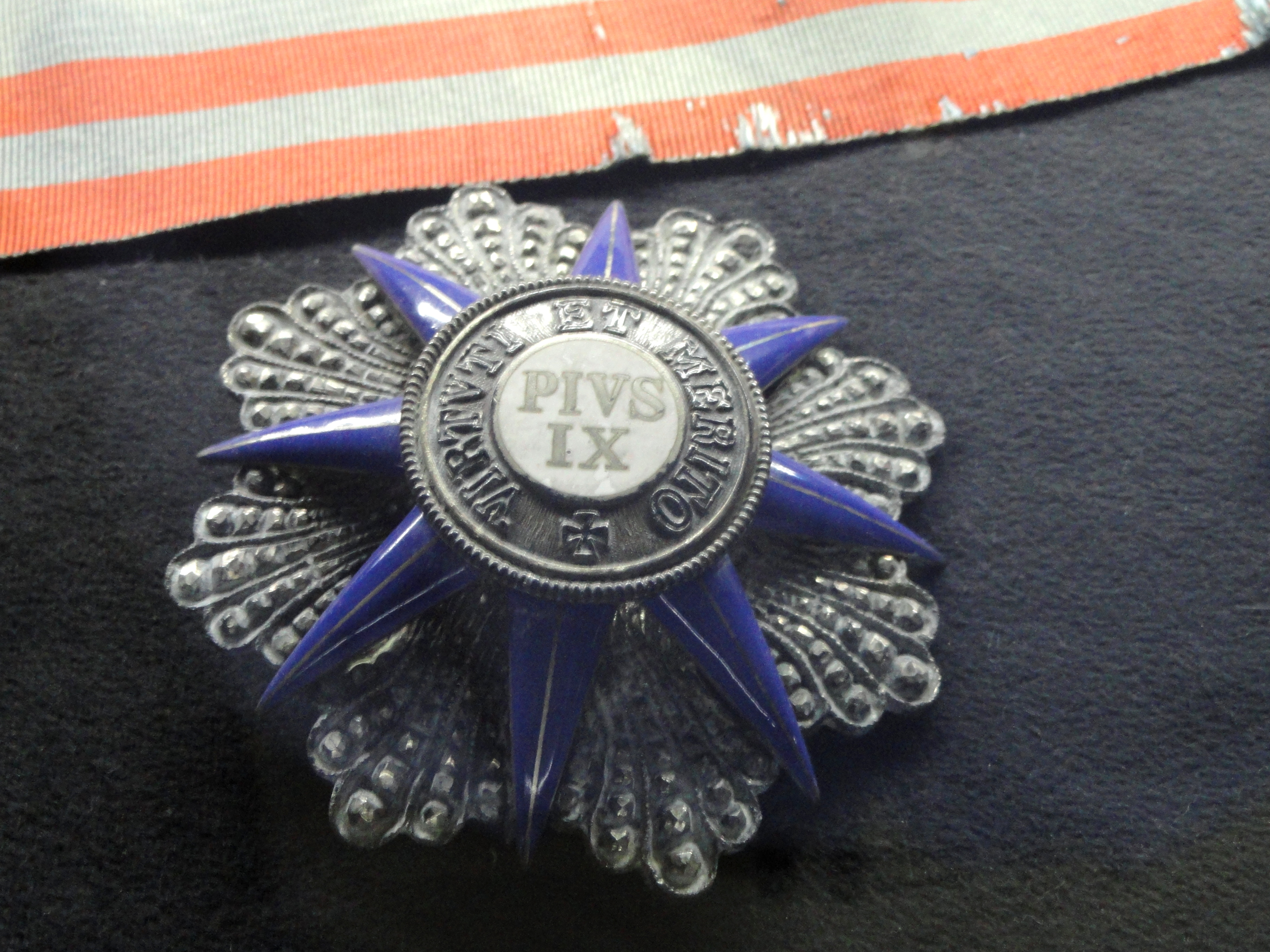
ميدالية بيوس التي تعود إلى رئيس البرازيل الحادي والعشرين جوسيلينو كوبيتشيك، غير مُستعادة ومعروضة على نصبه التذكاري

### البيوت الملكية والنبلاء
- هيلا سيلاسي الأول، إمبراطور إثيوبيا
- الملك خوان كارلوس الأول ملك إسبانيا، القانون الفخري الأول والوحيد لكنيسة القديسة مريم الكبرى
- ألبرت الثاني ملك البلجيكيين
- كارل السادس عشر غوستاف، ملك السويد، مع الياقة.
- ماري جوزيف تشارلز، دوق أورسيل السادس
- مايلز ستابلتون فيتزالان هوارد، دوق نورفولك السابع عشر، إيرل مارشال، دوق إنجلترا الأول
- فرا أندرو بيرتي، الأمير والماجستير الأكبر في منظمة فرسان مالطة العسكرية المستقلة
- جان بيير مازيري، المستشار الأكبر لمنظمة فرسان مالطة العسكرية المستقلة
- هنري دوق لوكسمبورغ الأكبر مع ذوي الياقات البيضاء.
- الكونت هيرمان فان رومبوي، رئيس الوزراء السابق - مع الياقة.
- الكونت تشارلز ويست، وزير
- الكونت تشارلز دي بروكفيل، رئيس الوزراء السابق.
- الكونت بول دي سميت دي نايير، رئيس الوزراء السابق.
- غابرييل غارسيا مورينو إي موران دي بوترون، الرئيس السابق لإكوادور، مع الياقة.
- موامبوتسا الرابع، ملك بوروندي [3]

### الساسة
- ماركو فيدل سواريز، رئيس كولومبيا [4]
- كونستانتينوس ستيفانوبولوس، رئيس اليونان الأسبق
- ديوسدادو ماكاباغال، الرئيس السابق للفلبين
- جاك شيراك، رئيس فرنسا السابق
- جوسيلينو كوبيتشيك، رئيس البرازيل السابق
- كارلوس منعم، رئيس الأرجنتين السابق
- ديميتريس كريستوفياس، رئيس قبرص السابق
- سايتو ماكوتو، رئيس وزراء اليابان السابق
- جورج باباندريو، رئيس وزراء اليونان السابق
- فيرجيل سي ديشانت، نائب الرئيس السابق لبنك الفاتيكان والفارس الأعلى لفرسان كولومبوس
- جورجيو نابوليتانو، رئيس إيطاليا السابق
- سيرجيو ماتاريلا، الرئيس الحالي لإيطاليا
- مارسيلو ريبيلو دي سوزا، الرئيس الحالي للبرتغال
- فرانز فون بابن، نائب مستشار ألمانيا السابق
- خوان فيسينتي غوميز، رئيس فنزويلا السابق
- سوكارنو، رئيس إندونيسيا السابق
- دبليو تي كوسجراف، التيشخ السابق في أيرلندا

- سيرجيو ماتاريلا، رئيس الجمهورية الإيطالية
- كارلو أزيليو شيامبي، رئيس الجمهورية الإيطالية
- روبرت شومان، رئيس الوزراء
- سيلفيو برلسكوني، رئيس الوزراء
- بينيتو موسوليني زعيم الفاشية
- جالياتسو سيانو وزير الخارجية
- فرانشيسكو بابوشيو ريزو سفير إيطاليا
- جورجيو نابوليتانو، رئيس الجمهورية الإيطالية
- فرانشيسكو كوسيغا، رئيس الجمهورية الإيطالية
- كارل السادس عشر جوستاف ملك السويد
- هنري لوكسمبورغ، دوق لوكسمبورغ الأكبر
- خوان كارلوس الأول ملك إسبانيا السابق
- ألبرت الثاني ملك بلجيكا السابق
- جوزيف راديتزكي، المشير النمساوي المجري
- هيلا سيلاسي، إمبراطور إثيوبيا
- خوان دومينغو بيرون، رئيس جمهورية الأرجنتين
- الكسندروس كاراتيودوريس أمير ساموس
- أوتافيو ثون دي ريفيل، وزير المالية
- أوسكار لويجي سكالفارو، رئيس الجمهورية الإيطالية
- أمه سيلاسي إمبراطور إثيوبيا
- مايلز ستابلتون فيتزالان هوارد، دوق نورفولك السابع عشر، أعظم الأقران الكاثوليكيين في المملكة المتحدة
- نيكولا ماريسكا دونورسو دي سيرا كابريولا، رئيس الوزراء
- فرانشيسكو أنزاني من بارونات سانتاماريا
- عالم الآثار برناردو كوارانتا، السكرتير الدائم لأكاديمية إركولانيز
- جوستينو فورتوناتو، رئيس الوزراء
- ألويس إسترمان، ضابط في الحرس السويسري
- فرانز فون بابن، سياسي كاثوليكي ألماني، ومستشار جمهورية فايمار
- روبرت نونليست، ضابط في الحرس السويسري
- جول ريبون، ضابط الحرس السويسري
- فرانكو فراتيني وزير الخارجية
- لويس مارتن دي كورتن، ضابط في الحرس السويسري
- جيانفرانكو فيني، رئيس الغرفة ووزير الخارجية.[5]
- جياني ليتا، وزير الدولة لرئاسة مجلس الوزراء
- ماسيمو داليما رئيس مجلس الوزراء
- روبرتو ماروني، وزير الداخلية [6]
- جان بيير مازيري، المستشار الأكبر ووزير خارجية منظمة فرسان مالطا